# سفارة الجمهورية العربية الصحراوية الديمقراطية في الجزائر
سفارة الجمهورية العربية الصحراوية الديمقراطية في الجزائر هي البعثة الدبلوماسية للجمهورية العربية الصحراوية الديمقراطية بالجزائر توجد في الجزائر العاصمة في شارع فرانكلين روزفلت.
عبد القادر الطالب عمر هو السفير الحالي في الجزائر منذ 17 مارس 2018.

## قائمة السفراء
| الاسم                 | صورة | الفترة              |
| --------------------- | ---- | ------------------- |
| عبد القادر الطالب عمر |      | 17 مارس 2018 - حالي |